# Quenne
Quenne är en kommun i departementet Yonne i regionen Bourgogne-Franche-Comté i norra Frankrike. Kommunen ligger i kantonen Auxerre-Est som tillhör arrondissementet Auxerre. År 2022 hade Quenne 489 invånare.

## Befolkningsutveckling
Antalet invånare i kommunen Quenne
| Referens: INSEE |